# يولي أدلشتين
يولي أدلشتين (بالعبرية: יולי-יואל אדלשטיין، باللغة الأوكرانية: Юрiй Едельштейн، مواليد 5 أغسطس، 1958) هو سياسي إسرائيلي، يخدم حاليًا كعضو في الكنيست عن حزب الليكود، ووزير الإعلام والشتات في إسرائيل، كان سابقًا وزيرًا لوزارة امتصاص الهجرة. تعقيبًا على تقرير غولدستون، أخبر يولي أدلشتين الأمين الأمم المتحدة العام بان كي مون أن "تقرير غولدستون وتقارير مماثلة تؤجج اللاسامية وتشكل قاعدة لمن يريدون التنكر للمحرقة، للاسامية وكراهية إسرائيل".